# Polska na Mistrzostwach Europy w Lekkoatletyce 1982
Polska na Mistrzostwach Europy w Lekkoatletyce 1982 – reprezentacja Polski podczas zawodów liczyła 37 zawodników, którzy zdobyli cztery medale w tym jeden złoty.

## Rezultaty

### Mężczyźni
- bieg na 100 metrów
  - Marian Woronin zajął 3. miejsce
  - Arkadiusz Janiak odpadł w półfinale
  - Krzysztof Zwoliński odpadł w eliminacjach
- bieg na 200 metrów
  - Zenon Licznerski odpadł w eliminacjach
- bieg na 400 metrów
  - Andrzej Stępień odpadł w półfinale
  - Ryszard Podlas odpadł w eliminacjach
- bieg na 1500 metrów
  - Mirosław Żerkowski odpadł w eliminacjach
- maraton
  - Ryszard Marczak zajął 7. miejsce
  - Ryszard Kopijasz nie ukończył
- bieg na 110 metrów przez płotki
  - Romuald Giegiel zajął 6. miejsce
  - Jacek Rutkowski odpadł w półfinale
- bieg na 400 metrów przez płotki
  - Ryszard Szparak zajął 5. miejsce
- bieg na 3000 metrów z przeszkodami
  - Bogusław Mamiński zajął 2. miejsce
  - Krzysztof Wesołowski odpadł w eliminacjach
- sztafeta 4 × 100 metrów
  - Arkadiusz Janiak, Zenon Licznerski, Krzysztof Zwoliński i Marian Woronin zajęli 5. miejsce
- sztafeta 4 × 400 metrów
  - Ryszard Wichrowski, Ryszard Szparak, Andrzej Stępień i Ryszard Podlas zajęli 4. miejsce
- chód na 50 kilometrów
  - Bogusław Duda zajął 5. miejsce
  - Bohdan Bułakowski nie ukończył
- skok wzwyż
  - Janusz Trzepizur zajął 2. miejsce
  - Jacek Wszoła nie wystąpił w finale
- skok o tyczce
  - Zbigniew Radzikowski zajął 10. miejsce
  - Tadeusz Ślusarski zajął 12.-13. miejsce
- skok w dal
  - Stanisław Jaskułka odpadł w kwalifikacjach
- pchnięcie kulą
  - Edward Sarul zajął 11. miejsce
- rzut młotem
  - Ireneusz Golda zajął 4. miejsce
  - Mariusz Tomaszewski zajął 10. miejsce
- rzut oszczepem
  - Dariusz Adamus odpadł w kwalifikacjach
- dziesięciobój
  - Adam Bagiński zajął 16. miejsce
  - Dariusz Ludwig nie ukończył

### Kobiety
- bieg na 400 metrów
  - Elżbieta Kapusta odpadła w eliminacjach
  - Grażyna Oliszewska odpadła w eliminacjach
- bieg na 800 metrów
  - Jolanta Januchta zajęła 4. miejsce
  - Wanda Stefańska zajęła 8. miejsce
- bieg na 100 metrów przez płotki
  - Lucyna Kałek zajęła 1. miejsce
- bieg na 400 metrów przez płotki
  - Genowefa Błaszak zajęła 8. miejsce
- sztafeta 4 × 400 metrów
  - Elżbieta Kapusta, Grażyna Oliszewska, Jolanta Januchta i Genowefa Błaszak zajęły 7. miejsce
- skok w dal
  - Anna Włodarczyk zajęła 5. miejsce
- rzut oszczepem
  - Genowefa Olejarz odpadła w kwalifikacjach
- siedmiobój
  - Małgorzata Nowak zajęła 13. miejsce